# Siberische spar
De Siberische spar (Picea obovata) is een naaldboom uit de dennenfamilie (Pinaceae). De botanische naam werd gepubliceerd door Carl Friedrich von Ledebour in 1833.

## Kenmerken
Siberische sparren kunnen een hoogte bereiken van 30 à 35 meter. De takken zijn licht afhangend, dicht en kort. De kroon is torenvormig en de schors is grijs of bruingrijs. Siberische sparren hebben korte naalden, met een lengte van 1,5 à 2,3 centimeter en zijn vaalgroen gekleurd. De kegels zijn ovaal en worden 5 à 11 centimeter lang en 2 à 3 centimeter breed. De kegels zijn paarsachtig tot donkerpaars gekleurd, maar met groene accenten wanneer ze nog jong zijn.

## Voorkomen
De Siberische spar is een bosvormende soort die voorkomt van het Kolaschiereiland en de Trans-Wolgaregio, oostwaarts door Siberië tot aan de Zee van Ochotsk en de Amoervallei. De Siberische spar komt vooral voor in de middelste en zuidelijke taigazone. Bestanden met Siberische sparren worden vooral aangetroffen in riviervalleien en op rivierterrassen. In het westen van het verspreidingsgebied komt hybridisatie met de verwante fijnspar (Picea abies) voor.
... · 
P. abies (Fijnspar) · 
P. breweriana (Brewers treurspar) · 
P. glauca (Witte spar) · 
P. jezoensis (Jezospar) · 
P. mariana (Zwarte spar) · 
P. obovata (Siberische spar) · 
P. omorika (Servische spar) · 
P. orientalis (Kaukasische spar) · 
P. pungens (Blauwe spar) · 
P. schrenkiana (Kirgiezenspar) · 
P. sitchensis (Sitkaspar) · 
P. smithiana (Himalayaspar) · 
...